# WISE 1318-1758
WISE 1318-1758 (= WISE J131833.98-175826.5) is een bruine dwerg met een spectraalklasse van T9. De ster bevindt zich 67,9 lichtjaar van de zon.